# 亚涌曲
亚涌曲也作雅曲、亚曲，流经中国青海省东南部和西藏自治区东北部的一条河流，是盖曲的右岸支流。发源于青海省玉树藏族自治州玉树市小苏莽乡宁洛隆山东北，蜿蜒向东南流约15千米后进入西藏昌都市江达县境内，经饿纽弄、跃江格至日崩，折向南偏西流，至仁达又转向南偏东流，于生达乡政府驻地西北约2千米处注入盖曲。河长66千米，流域面积853平方千米，落差730米。流域为山谷地貌，交通不便。上游地带山体裸露，植被稀疏。日崩以下的下游区域，植被生长良好，有较多的灌丛林、草场及小面积森林。